# Tiroteos masivos en Washington D. C. en 2002
Los tiroteos masivos en Washington D. C. (conocidos también como los ataques de los francotiradores de Beltway) fueron una serie de tiroteos coordinados que se produjeron durante tres semanas en el mes de octubre de 2002 en toda el área metropolitana de Washington D. C.—que está formada por el Distrito de Columbia, Maryland y Virginia—y tiroteos preliminares que consistieron en asesinatos y robos en varios estados, los que se prolongaron durante seis meses a partir de febrero de 2002. Siete personas murieron y otras siete resultaron heridas en los tiroteos preliminares. Además, diez personas murieron y otras tres resultaron heridas de gravedad en los tiroteos de octubre. En total, los francotiradores mataron a diecisiete personas e hirieron a otras diez en un período de diez meses.
Los francotiradores eran dos hombres, John Allen Muhammad (de 41 años en ese momento) y Lee Boyd Malvo (de 17 años en ese momento), que viajaban en un sedán Chevrolet Caprice, modelo de 1990, de color azul.
Muhammad fue condenado a muerte en el 2003 y ejecutado mediante inyección letal en el 2009. Malvo, al ser menor de edad, recibió una sentencia de seis cadenas perpetuas en Maryland y tres en Virginia. En el 2017, las condenas a cadena perpetua que Malvo recibió en Virginia fueron anuladas sin posibilidad de libertad condicional en segunda instancia.

## Tiroteos preliminares
El 16 de febrero de 2002, Lee Malvo asesinó a tiros a Keenya Nicole Cook, de veintiún años, en el portal de la casa de su tía en Tacoma, Washington. La tía de Cook, Isa Nichols, había sido buena amiga de Mildred, la exesposa de John Allen Muhammad, y la había animado a pedir el divorcio.
El 19 de marzo de 2002, Jerry Taylor, de sesenta años, murió de un solo disparo en el pecho efectuado desde larga distancia mientras practicaba golpes cortos en un campo de golf en Tucson (Arizona). La hermana de Muhammad vivía cerca del campo de golf y él estaba de visita en casa de ella en el momento en que se llevó a cabo el tiroteo.
A esto le siguieron dos muertes y cuatro heridos en otros estados entre marzo y julio de 2002.
El 1 de agosto de 2002, John Gaeta, de 51 años, se encontraba en un lote de estacionamientos en Hammond (Luisiana), donde cambiaba un neumático que Malvo había cortado. Malvo le disparó entonces en el cuello. La bala salió por la espalda de Gaeta, quien se hizo el muerto mientras Malvo le robaba la billetera. Después de irse Malvo, Gaeta corrió hacia una estación de servicio y se dio cuenta de que estaba sangrando. Acudió a un hospital y le dieron de alta al cabo de una hora. El 1 de marzo de 2010, recibió una carta de Malvo en la que este le pedía disculpas.
A las 10:30 p. m. del 5 de septiembre de 2002, Paul LaRuffa, de 55 años, propietario de una pizzería de Clinton (Maryland), recibió seis disparos a quemarropa mientras cerraba su restaurante. LaRuffa sobrevivió al ataque y su computadora portátil fue hallada en el automóvil de Muhammad cuando este y Malvo fueron detenidos.
El 14 de septiembre de 2002, Rupinder "Benny" Oberoi, de 22 años, empleado de la tienda de bebidas alcohólicas Hillandale Beer & Wine en Silver Spring (Maryland), recibió un disparo por la espalda cuando se encontraba afuera de la tienda. Oberoi sobrevivió al ataque. El Departamento de Policía del Condado de Montgomery vinculó oficialmente el tiroteo con Muhammad y Malvo.
El 15 de septiembre de 2002, Muhammad Rashid recibió un disparo mientras cerraba la tienda de bebidas alcohólicas Three Roads Liquors en Brandywine, Maryland. Más adelante, Rashid identificó a Malvo ante el tribunal como la persona que le había disparado.
A las 12:15 a. m. del 21 de septiembre de 2002 en Atlanta, Georgia, Million A. Waldemariam, de 41 años, recibió un disparo mortal en la cabeza y la espalda con una pistola de calibre 22. Cuando se produjo el tiroteo, Waldemariam estaba ayudando al propietario de Sammy's Package Store a cerrar el establecimiento hasta el día siguiente.
Diecinueve horas más tarde, en la misma fecha, Claudine Parker, de 52 años, dependienta de una tienda de licores de Montgomery (Alabama), fue asesinada de un disparo en el pecho durante un robo. Su compañera de trabajo, Kellie Adams, de 24 años, resultó gravemente herida de un disparo en el cuello, pero sobrevivió. Las pruebas halladas en el sitio del crimen acabaron vinculando este asesinato con los atentados de Beltway y permitieron que las autoridades identificaran a Muhammad y a Malvo como los sospechosos, aunque esta conexión no se estableció sino hasta el 17 de octubre, casi cuatro semanas después.
A las 6:30 p. m. del 23 de septiembre de 2002, en Baton Rouge (Luisiana), Hong Im Ballenger, de 45 años, murió de un disparo en la cabeza realizado con un fusil Bushmaster. Muhammad y Malvo fueron vinculados posteriormente con este homicidio.

## Ataques en la zona de Washington, D. C.

### El Distrito de Columbia y el Condado de Montgomery, Maryland

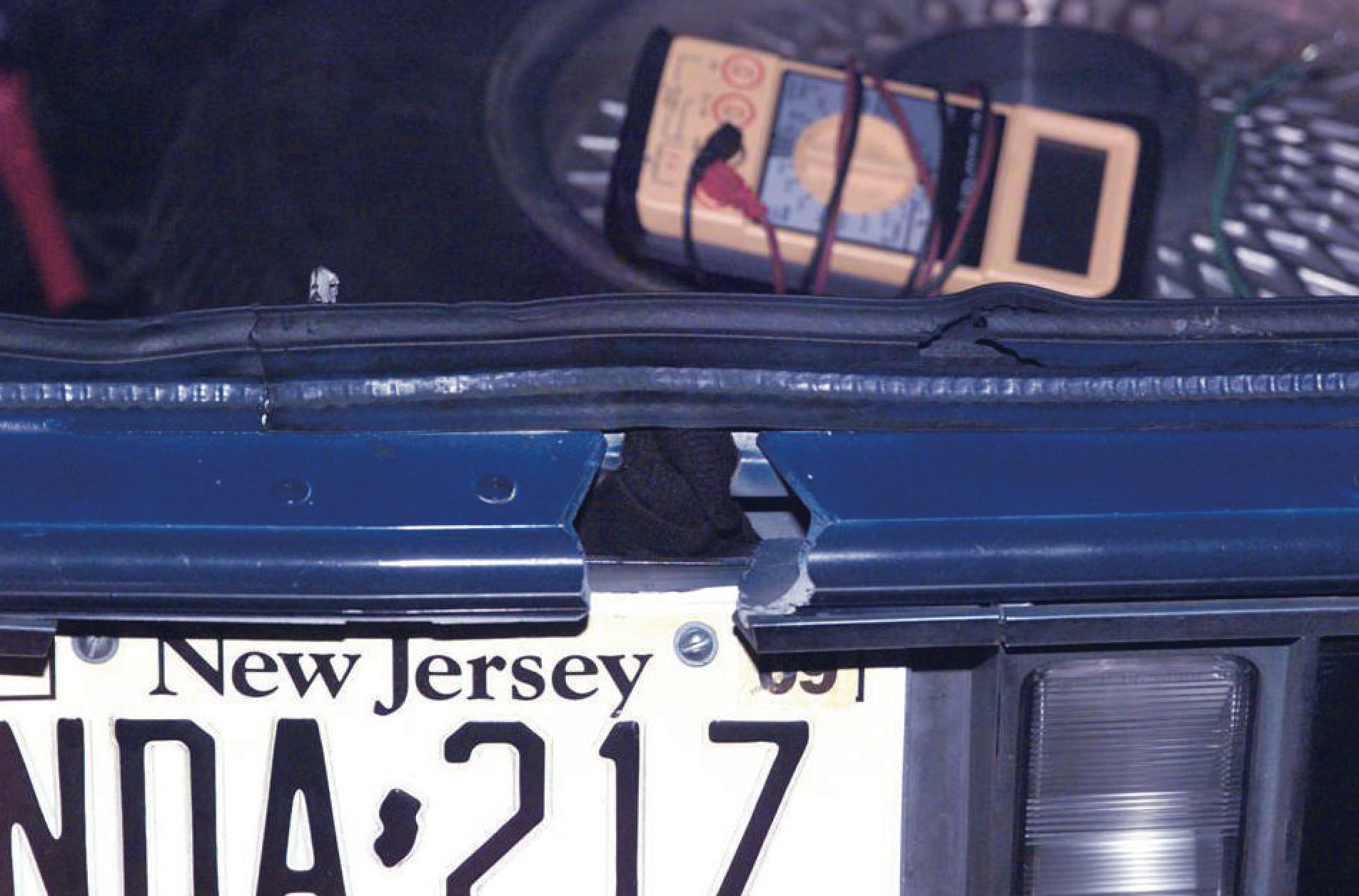
Muhammad y Malvo habían hecho un agujero en la parte trasera del Chevrolet Caprice modelo de 1990 de color azul que conducían, para utilizarlo como puerto de tiro durante sus ataques. Esto les permitió permanecer ocultos y escapar después de la escena del crimen.

A las 5:20 p. m. del miércoles 2 de octubre de 2002, se produjo un disparo a través del escaparate de una tienda de artesanías Michaels en Aspen Hill (Maryland). La bala no alcanzó por poco a Ann Chapman, cajera de la tienda. Dado que nadie resultó herido, se supuso que el disparo había sido al azar y no saltaron las alarmas. Sin embargo, aproximadamente una hora después, a las 6:30 p. m., James Martin, un analista de programas de 55 años que trabajaba en la NOAA, fue asesinado a tiros en el número 2201 de Randolph Road, en el estacionamiento de un supermercado Shoppers Food Warehouse ubicado en Wheaton.
En la mañana del 3 de octubre, cuatro personas fueron asesinadas a tiros en el espacio de unas dos horas en Aspen Hill y otras zonas cercanas del Condado de Montgomery. Esa misma tarde fue asesinada otra persona en el barrio de Takoma, en el Distrito de Columbia:
- A las 7:41 a. m., James L. Buchanan, un paisajista de 39 años conocido como "Sonny", fue asesinado a tiros en el número 11411 de Rockville Pike, cerca de Rockville. Buchanan recibió los disparos mientras cortaba el césped en la agencia concesionaria de automóviles Fitzgerald Auto Malls.
- A las 8:12 a. m., Prem Kumar Walekar, un taxista a medio tiempo de 5 años, fue asesinado en Aspen Hill, en el condado de Montgomery, mientras le echaba gasolina a su taxi en una estación Mobil en Aspen Hill Road y Connecticut Avenue.
- A las 8:37 a. m., Sarah Ramos, una niñera y ama de casa de 34 años, fue asesinada en el número 3701 de Rossmoor Boulevard, en el centro comercial Leisure World de Norbeck. Había bajado de un autobús y estaba sentada en un banco leyendo un libro en el momento de su asesinato.[21]
- A las 9:58 a. m., Lori Ann Lewis-Rivera, de 25 años, fue asesinada mientras pasaba la aspiradora por su automóvil Plymouth Grand Voyager en la gasolinera Shell situada en la intersección de las avenidas Connecticut y Knowles, en Kensington.
- Los francotiradores esperaron hasta las 9:20 p. m. antes de dispararle a Pascal Charlot, carpintero jubilado de 72 años, mientras caminaba por la avenida Georgia a la altura de Kalmia Road, en Washington D. C. Charlot murió menos de una hora después.

En cada tiroteo, las víctimas murieron por una sola bala disparada desde cierta distancia y, en cada caso, los asesinos dispararon y desaparecieron. Este patrón no se detectó hasta después de que se produjeran los tiroteos del 3 de octubre.
El miedo se extendió rápidamente por toda la región al difundirse la noticia de los tiroteos. En una rueda de prensa, el jefe de policía del condado de Montgomery, Charles Moose, les informó a los padres de familia que las escuelas se encontraban en alerta de código azul, lo que significa mantener a los niños en el interior de los edificios. Dijo que las escuelas eran seguras. Muchos padres recogían a sus hijos temprano en la escuela y no les permitían tomar el autobús escolar ni caminar hacia sus casas. Las Escuelas Públicas del Condado de Montgomery y las Escuelas Públicas del Distrito de Columbia, además de las escuelas privadas, implementaron un procedimiento de confinamiento, sin llevar a cabo el período de recreo estudiantil ni clases de educación física al aire libre. Otros distritos escolares de la zona también tomaron medidas de precaución y mantuvieron a los alumnos a puertas cerradas. En el transcurso de los tiroteos, los organismos encargados de aplicación de la ley en los estados vecinos se involucraron en la investigación mediante líneas telefónicas para compartir información.
La policía disponía de pocas pruebas. Un informe inicial afirmaba que, justo después del ataque de Silver Spring, alguien había oído un ruido seco y había visto un camión blanco que abandonaba a toda prisa el lugar de los hechos. Después del asesinato en Washington, D. C., hubo testigos que empezaron a decirle a la policía que habían visto un Chevrolet Caprice azul en lugar de un camión blanco. En un principio, la policía creyó que todos los asesinatos se habían realizado con un rifle de calibre .223.

### Virginia y otras áreas

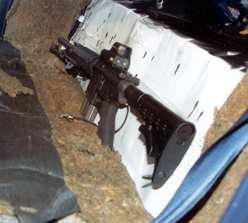
El fusil Bushmaster XM-15 robado que Muhammad y Malvo utilizaron durante sus ataques. En el momento de su captura estaba equipado con una mira holográfica Bushnell, un bípode y un cargador de 20 cartuchos.

En ese momento, Malvo y Muhammad empezaron a cubrir una zona más amplia y a demorar entre dos y tres días entre un tiroteo y otro:
- A las 2:30 p. m. del 4 de octubre, Caroline Seawell, un ama de casa de 43 años, fue herida de un disparo en el pecho en el estacionamiento de otra tienda Michaels en el centro comercial Spotsylvania Mall, en el Condado de Spotsylvania, mientras cargaba sus compras en su camioneta. A esas alturas, cientos de periodistas se habían reunido para cubrir los acontecimientos. Las autoridades escolares tranquilizaron al público al afirmar que estaban tomando todas las medidas posibles para proteger a los niños, lo que incluía reforzar la seguridad y cancelar todas las actividades al aire libre.
- A las 8:09 a. m. del 7 de octubre, Iran Brown, un estudiante de 13 años, recibió un disparo en el pecho que lo dejó herido de gravedad cuando llegaba a la escuela de enseñanza media Benjamin Tasker, situada en el número 4901 de Collington Road, en Bowie (Maryland), en el Condado de Prince George.[28] El nombre de Brown se ocultó al público al principio, pero se reveló más tarde. Su tía, Tanya Brown,[29] era enfermera y acababa de llevarlo a la escuela, por lo que lo trasladó rápidamente a la sala de urgencias de un hospital. A pesar de las graves heridas que sufrió, entre ellas daños en varios órganos principales, Brown sobrevivió al ataque y más adelante testificó en el juicio de Muhammad.[30] En la escena del crimen, las autoridades descubrieron un casquillo de bala, así como una carta del Tarot (la carta de La Muerte) con la frase Call me God[c] en el anverso y en el reverso, en tres líneas separadas: For you mr. Police.[d] Code: 'Call me God'.[e] Do not release to the press.[f][31][32] A pesar de los esfuerzos de la policía por respetar la petición de no divulgar a la prensa la información acerca de la carta, la estación de televisión WUSA-TV publicó los detalles y luego, un día después, hizo lo mismo The Washington Post.[33]
- A las 8:18 p. m. del 9 de octubre, Dean Harold Meyers, un ingeniero civil de 53 años, fue asesinado a tiros mientras bombeaba gasolina en una estación Sunoco, ubicada en el número 7203 de Sudley Road, en el Condado de Prince William, Virginia, cerca de la ciudad de Manassas.
- A las 9:30 a. m. del 11 de octubre, Kenneth Bridges, un empresario de 53 años, fue asesinado a tiros mientras bombeaba gasolina en una estación Exxon situada junto a la interestatal 95, en el Condado de Spotsylvania, Virginia, cerca de Fredericksburg.[31][34]
- A las 9:15 p. m. del 14 de octubre, Linda Franklin (apellido de soltera Moore), una analista de inteligencia del FBI de 47 años, que residía en el Condado de Arlington (Virginia), fue asesinada a tiros en un estacionamiento bajo techo de una tienda The Home Depot, en el Condado de Fairfax (Virginia), a las afueras de Falls Church, en el centro comercial Seven Corners.[31] La policía recibió lo que parecía ser una muy buena pista después del tiroteo del 14 de octubre, pero más tarde se determinó que el testigo había estado dentro de la tienda Home Depot en ese momento y que estaba mintiendo. El testigo, Matthew Dowdy,[35] fue declarado culpable posteriormente por interferir en la investigación.

A estas alturas, debido a la preocupación pública por la seguridad, las gasolineras habían empezado a colocar lonas para ocultar a sus clientes (véase la siguiente sección). Algunas personas se agachaban para bombear gasolina, mientras que otras esperaban en sus automóviles. Malvo y Muhammad no realizaron más tiroteos durante cinco días, hasta que atacaron de nuevo.
A las 8:00 p. m. del 19 de octubre, Jeffrey Hopper, de 37 años, recibió un disparo en un estacionamiento cerca del restaurante Ponderosa Steakhouse en la carretera estatal 54, en Ashland (Virginia), a unos 140 km al sur de Washington, cerca de la interestatal 95. Su esposa Stephanie pidió ayuda a algunos peatones, quienes llamaron a una ambulancia, lo que permitió que Hopper sobreviviera a sus heridas. Las autoridades descubrieron en el bosque una carta de cuatro páginas, escrita por el tirador, en la que exigía 10 millones de dólares y amenazaba a los niños.
El 21 de octubre, la policía de la zona de Richmond detuvo a dos hombres, uno de ellos con una camioneta blanca, a la salida de una gasolinera. Los hombres resultaron ser inmigrantes ilegales sin conexión con el tirador. A ambos se les sometió a registros de orificios corporales y se les remitió a custodia federal (lo que entonces era el Servicio de Inmigración y Naturalización), que posteriormente los deportó.
Al día siguiente, 22 de octubre, a las 5:56 a. m., Conrad Johnson, un conductor de autobús Ride On de 35 años, recibió un disparo cuando se encontraba en las escaleras del bloque 14100 de Grand Pre Road, en Aspen Hill (Maryland). Johnson murió a consecuencia de las heridas. Ese mismo día, el jefe Moose hizo público parte del contenido de una de las cartas del tirador, en la que declaraba: Your children are not safe, anywhere, at any time.
Aunque el 23 de octubre no se produjo ningún tiroteo, el día es significativo por dos acontecimientos. En primer lugar, los expertos en balística confirmaron que Johnson era la décima víctima mortal de los tiroteos de Beltway. En segundo lugar, en un patio de Takoma Park, Maryland, la policía utilizó detectores de metales para buscar balas, casquillos de bala u otras pruebas que pudieran ofrecer un vínculo con los tiradores. Se incautó un tocón de árbol que se creía que se había usado para prácticas de tiro.

## Reacción del público
Con siete víctimas distintas, seis de ellas mortales, en las primeras 15 horas de la serie de tiroteos en la zona de Washington D. C., los medios de comunicación de Norteamérica no tardaron en dedicarles una amplia cobertura. Para mediados de octubre de 2002, todas las cadenas de televisión de noticias ofrecían cobertura en directo de las secuelas de cada atentado, una cobertura que a menudo se prolongó durante horas. El programa America's Most Wanted de la cadena Fox les dedicó un episodio entero a los tiradores con la esperanza de ayudar a su captura. Gran parte de la cobertura del caso en The New York Times fue escrita por Jayson Blair y posteriormente se descubrió que era falsa. El consiguiente escándalo provocó la dimisión de los dos redactores jefe del periódico, Howell Raines y Gerald Boyd.
Durante las semanas en que se produjeron los atentados, aumentó el temor público a los tiroteos, aparentemente aleatorios, en especial con relación a lugares tales como estaciones de gasolina y lotes de estacionamientos de grandes almacenes, donde se habían llevado a cabo muchos de los ataques. Las personas que bombeaban gasolina en las gasolineras seguían moviéndose, con la esperanza de representar un objetivo más pequeño. Las gasolineras colocaron lonas alrededor de las marquesinas de los surtidores para que la gente se sintiera más segura. Asimismo, muchas personas con acceso a la base naval del Centro Médico Militar Nacional Walter Reed en Bethesda (Maryland) intentaron llenar sus vehículos con combustible ahí, ya que les parecía más seguro en el interior de la valla vigilada. También se reforzó la seguridad en edificios gubernamentales como la Casa Blanca, el Capitolio y el edificio de la Corte Suprema, así como en las atracciones turísticas conmemorativas de la Explanada Nacional de Washington D. C. Mientras duraron los atentados, los pajes del Senado de los Estados Unidos fueron escoltados a diario por agentes de policía, quienes los transportaban de ida y vuelta al Capitolio, y no se les permitía salir de su residencia por ningún motivo, excepto para ir a trabajar. Los conductores de camionetas y camiones de color blanco eran vistos con recelo por los demás automovilistas, ya que los informes iniciales de los medios de comunicación indicaron que el sospechoso podría estar conduciendo un vehículo de este tipo.
Tras conocerse la amenaza específica contra los niños, muchos grupos escolares redujeron las excursiones y las actividades deportivas al aire libre por motivos de seguridad. En el punto álgido del temor público, algunos distritos escolares, tales como las Escuelas Públicas del Condado de Henrico y las del Condado de Hanover, tras el tiroteo de Ponderosa, cerraron las escuelas durante todo el día. Otros colegios, como la Academia Melvin J. Berman (MJBHA), cancelaron todas las actividades al aire libre tras el tiroteo en la intersección de Connecticut y Aspen Hill. Algunos más cambiaron los procedimientos para que los padres recogieran a sus hijos después de clases, a fin de reducir al mínimo el tiempo que los niños pasaban al aire libre. Debido a este temor, se destinaron agentes de policía adicionales a las escuelas. Por todos los atentados, el público entró en un pánico intenso tras ver que el tirador no perseguía a una víctima o grupo específico de gente, lo que hizo que surgiera la sensación de que todo el mundo estaba en peligro. Pero después de que Iran Brown fue atacado, el pánico empeoró, alimentando el sentimiento de que, literalmente nadie, estaba a salvo. La película Phone Booth, de Joel Schumacher, se consideró lo suficientemente perturbadora como para retrasar su estreno hasta abril de 2003.

## Investigación

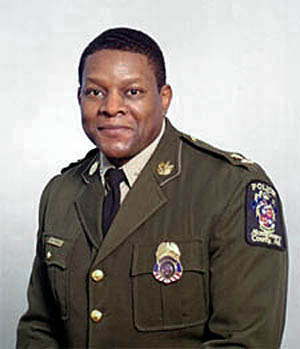
Charles Moose, Jefe del Departamento de Policía del Condado de Montgomery

La investigación fue dirigida públicamente por el Departamento de Policía del Condado de Montgomery (MCPD) y su jefe, Charles Moose. La Agencia de Alcohol, Tabaco, Armas de Fuego y Explosivos (ATF), el FBI, el Servicio Secreto de los Estados Unidos, el Departamento de Transporte de Virginia y los departamentos de policía de otras jurisdicciones en las que se llevaron tiroteos a cabo prestaron su ayuda en la investigación.
Durante las tres semanas que duraron los ataques de los francotiradores, la policía respondió en cuestión de minutos a las denuncias de atentados para acordonar las carreteras y autopistas en los alrededores y revisar a todos los conductores, lo que paralizó el tráfico durante horas. La policía escudriñó el área, habló con la gente y recolectó grabaciones de vigilancia.
Ya para la noche del viernes 4 de octubre, las pruebas forenses habían vinculado a los cinco incidentes del 3 de octubre y dos del 2 de octubre con la misma arma.
Los relatos de los testigos acerca de los atentados fueron en su mayoría confusos e irregulares. Las líneas directas creadas para la investigación se vieron inundadas de denuncias. Las primeras denuncias de testigos oculares indicaban la presencia de un camión blanco con letras oscuras en el exterior y dos hombres en su interior que se alejaban a toda velocidad del centro comercial Leisure World. La policía de toda la zona y del estado de Maryland detuvo camionetas y camiones blancos. Tras el tiroteo del 4 de octubre en Spotsylvania, se vio un automóvil gris que se alejaba a toda velocidad.
El tirador intentó entablar un diálogo con la policía, lo que obligó a Moose a darles a los medios de comunicación mensajes en clave dirigidos al francotirador. En varios de los sitios de los tiroteos, se dejaron cartas del Tarot a manera de tarjetas de presentación, que incluyeron una carta de La Muerte en la que habían escrito los mensajes: Call me God en el anverso y, en el reverso, en tres líneas por separado, las frases For you mr. Police., Code: 'Call me God'. y Do not release to the press.  Esta información se filtró a la prensa y se citó a menudo de manera errónea como I am God o alguna cita similarmente incorrecta de las palabras reales en la carta del Tarot. En posteriores escenas del crimen, el tirador dejó largas notas manuscritas selladas dentro de bolsas de plástico, que incluyeron una nota incoherente en la que exigía 10 millones de dólares y amenazaba de muerte a los niños de la zona.
Se siguió la pista a una llamada telefónica de los tiradores hasta un teléfono público en una gasolinera del Condado de Henrico, Virginia. La policía no dio con los sospechosos por cuestión de minutos y detuvo inicialmente a los ocupantes de una camioneta que se encontraba en otro teléfono público situado en la misma intersección.

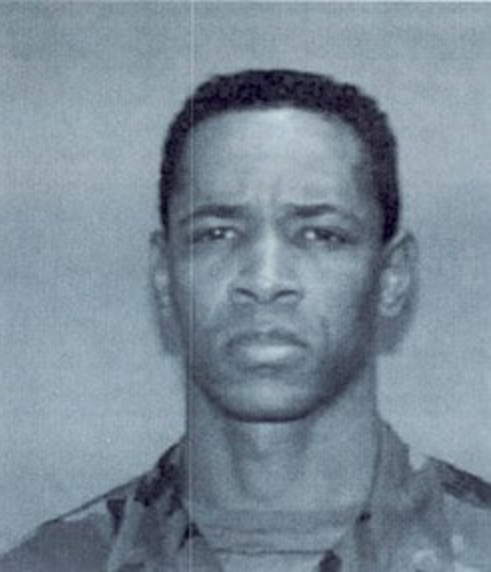
John Allen Muhammad durante su época en el ejército.

En la llamada telefónica, el francotirador alardeó de su astucia y mencionó un anterior asesinato sin resolver en "Montgomery". Este fue identificado como el tiroteo del 21 de septiembre en una licorería de Montgomery (Alabama). El 17 de octubre, las autoridades declararon que habían encontrado coincidencias entre la huella dactilar de Malvo hallada en la escuela Benjamin Tasker y otra extraída del lugar de los hechos en la licorería de Montgomery. Tras confirmar el vínculo entre estas dos escenas del crimen, el FBI pudo relacionar estas huellas dactilares con las de Malvo gracias a haberle tomado sus huellas durante una detención anterior en el estado de Washington. Tras investigar más a fondo los antecedentes de Malvo, la policía descubrió que tenía estrechos vínculos con John Allen Muhammad.

### Dificultades en las investigaciones
A pesar de que, para el público en general, parecía que las autoridades federales no estaban avanzando con las investigaciones, en realidad sí tuvieron considerables logros, ya que descubrieron pistas en los estados de Washington, Alabama y Nueva Jersey. Se enteraron de que la exesposa de Muhammad, quien había obtenido una orden judicial de protección contra él, vivía cerca de la Interestatal 495, en Clinton, una comunidad no incorporada en los suburbios del Condado de Prince George (Maryland), adyacente al Condado de Montgomery. También se obtuvo información acerca de un automóvil adquirido por Muhammad en Nueva Jersey.
La policía descubrió que el número de placa de Nueva Jersey correspondiente al Chevrolet Caprice de 1990 de Muhammad había sido verificado por radiopatrullas en varias ocasiones cerca de los lugares donde se habían producido tiroteos en diversas jurisdicciones de varios estados. Sin embargo, las autoridades no habían detenido el automóvil porque las redes de computadoras de los organismos encargados de aplicación de la ley no indicaban que estuviera relacionado con alguna actividad delictiva, sino que se habían concentrado exclusivamente en la "camioneta blanca".
El 3 de octubre de 2002, la policía de Washington, D. C. detuvo el Caprice por una "infracción menor de tráfico" dos horas antes del ataque contra Pascal Charlot. Testigos declararon posteriormente haber visto un Caprice cerca del lugar de este tiroteo.
El 8 de octubre de 2002, el Departamento de Policía de Baltimore investigó un Chevrolet Caprice de color azul oscuro que estaba estacionado cerca de la autopista Jones Falls, en la calle 28 de Baltimore. Había una persona durmiendo en el interior del vehículo. Los agentes notaron que el permiso de conducir era del estado de Washington, mientras que el vehículo estaba registrado en Nueva Jersey. Aunque el automóvil era lo suficientemente sospechoso como para que lo investigaran y, además, encajaba con la descripción de un vehículo relacionado con el tiroteo ocurrido en Washington D. C. cinco días antes, los agentes no interrogaron exhaustivamente a los ocupantes ni registraron el vehículo.
Las autoridades se apresuraron a emitir una alerta a los medios de comunicación para que el público estuviera atento a un Chevrolet Caprice sedán de color azul oscuro. Para el público, así como para los organismos de aplicación de la ley de toda la región, se trataba de un cambio considerable en relación con la misteriosa "camioneta blanca" que se había buscado con anterioridad a partir de los avistamientos notificados.
Más tarde, se descubrió que el Chevrolet Caprice había sido utilizado anteriormente como un vehículo policial encubierto en Bordentown (Nueva Jersey).

### Detenciones

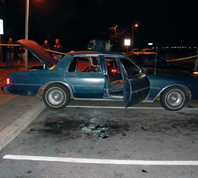
El Chevrolet Caprice, modelo de 1990, de color azul que conducían Muhammad y Malvo, en el estacionamiento donde fueron capturados. Los fragmentos de vidrio en el suelo son el resultado de cuando se rompieron las ventanillas del automóvil durante la detención.

La ola de crímenes llegó a su fin a las 3:15 a. m. del 24 de octubre de 2002, cuando Muhammad y Malvo fueron hallados mientras dormían en su vehículo en un estacionamiento cerca de la interestatal 70, cerca de Myersville (Maryland). Fueron detenidos por cargos federales de posesión de armas. La policía recibió el aviso mediante dos llamadas al 911 hechas por Whitney Donahue, un técnico de refrigeración, desde el estacionamiento. Cuatro horas antes, el jefe de policía del condado de Montgomery, Charles Moose, había transmitido este críptico mensaje dirigido al francotirador: You have indicated that you want us to do and say certain things. You have asked us to say, 'We have caught the sniper like a duck in a noose.' We understand that hearing us say this is important to you. Moose les pidió a los medios de comunicación to carry the message accurately and often. Esta frase podría hacer referencia a una fábula del pueblo Cheroqui.
El agente D. Wayne Smith, de la policía estatal de Maryland, fue el primero en llegar al lugar de los hechos. De inmediato, utilizó su vehículo policial de color celeste, sin distintivos, para bloquear la salida, al colocarlo de lado entre dos camiones con remolque que estaban estacionados. A medida que llegaban más agentes, cerraron el área del estacionamiento, tanto en la rampa de entrada como en la de salida, sin que los sospechosos se percataran de la creciente presencia policial. Más tarde, cuando el camionero Ron Lantz intentaba salir del área, su camión remolque fue requisado por los agentes, quienes lo utilizaron en lugar del vehículo policial para completar el bloqueo de la salida. Una vez cerrada la vía de escape de los sospechosos, los agentes de SWAT procedieron a arrestarlos.
En el automóvil de Muhammad se encontraron un arma Bushmaster calibre .223 robada y un bípode, dentro de una bolsa. Posteriormente, las pruebas de balística relacionaron de forma concluyente el fusil incautado con 11 de los 14 tiroteos, incluido uno en el que no hubo heridos.

## Conclusiones de las investigaciones

### Logística y táctica
Los ataques se llevaron a cabo con un fusil semiautomático Bushmaster XM-15 de calibre .223 que se encontró en el vehículo. El arma era robada y había sido equipada con una mira holográfica Bushnell eficaz a distancias de hasta 300 metros. El maletero del Chevrolet Caprice fue modificado para servir como un "nido rodante de francotirador". El asiento trasero había sido modificado para permitir que una persona tuviera acceso al maletero. Una vez dentro, el francotirador podía acostarse y disparar a través de un pequeño orificio creado cerca de la placa para tal propósito.

### Móvil
Durante las mociones previas al juicio, tanto los investigadores como la fiscalía propusieron que Muhammad había intentado matar a su segunda exesposa, Mildred, porque consideraba que lo había alejado de sus hijos. Según esta hipótesis, el propósito de los demás tiroteos había sido encubrir el móvil del crimen. Muhammad creía que, si Mildred parecía ser una víctima aleatoria de un asesino en serie, la policía no se enfocaría en un exesposo distanciado como uno de los sospechosos. Durante los ataques, Muhammad frecuentó el barrio donde ella vivía. Además, algunos de los incidentes ocurrieron cerca del área. Incluso, antes había proferido amenazas contra ella. La propia Mildred dijo que ella era su objetivo previsto. Afirmó que, cuando la policía habló con ella por primera vez, un agente le dijo: Ms. Muhammad, didn't you know you were the target? Sin embargo, el juez LeRoy F. Millette Jr. impidió que los fiscales presentaran esa teoría durante el juicio, alegando que no se había establecido un vínculo firme.
Mientras estuvo encarcelado, Malvo escribió una serie de diatribas erráticas acerca de lo que denominó una "yihad" contra los Estados Unidos. I have been accused on my mission. Allah knows I'm gonna suffer now., escribió. Como en sus desvaríos y dibujos aparecían no sólo figuras como Osama bin Laden y Sadam Huseín, sino también personajes de la serie cinematográfica Matrix, estas elucubraciones fueron desestimadas al considerarlas irrelevantes. Según se informa, algunos investigadores afirmaron que prácticamente habían descartado los vínculos terroristas y las ideologías políticas como móvil de los crímenes. No obstante, en al menos uno de los juicios por asesinato que siguieron, un tribunal de Virginia declaró a Muhammad culpable de matar pursuant to the direction or orderdel terrorismo.
En el juicio contra Muhammad celebrado en el 2006, Malvo declaró que el objetivo de la ola de crímenes era secuestrar a niños con el fin de extorsionar dinero del gobierno y set up a camp to train children how to terrorize cities, con el objetivo final de shut things down en todo Estados Unidos. Malvo también declaró que Muhammad estaba impulsado por su odio a la gente blanca y su creencia de que the white man is the devil. Su plan consistía en matar a seis personas blancas por día durante treinta días. Y le dijo a Malvo que quería que les disparara a mujeres blancas que estuviesen embarazadas.

## Consecuencias

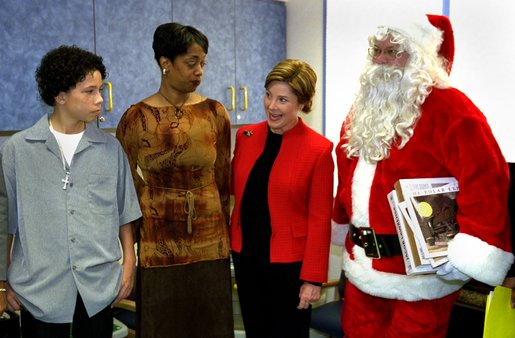
Iran Brown, sobreviviente del tiroteo en la escuela Benjamin Tasker, con la primera dama Laura Bush en diciembre de 2002.

### Procesos penales

#### Juicios en Virginia
Antes del juicio, el jefe Moose emprendió una gira publicitaria relacionada con su libro acerca de la investigación sobre los francotiradores, lo que incluyó apariciones en los programas de televisión Dateline, The Today Show y The Tonight Show. James Willett, fiscal adjunto de la Mancomunidad del Condado de Prince William, declaró a The Washington Post: Personally, I don't understand why someone who's been in law enforcement his whole life would potentially damage our case or compromise a jury pool by doing this.
Las solicitudes de cambio de jurisdicción que presentaron los abogados defensores fueron concedidas y los primeros juicios se llevaron a cabo en las ciudades independientes de Chesapeake y Virginia Beach, en el sureste de Virginia, a más de 160 km del presunto ataque más cercano (en Ashland, Virginia).
Durante los juicios celebrados en el otoño de 2003, en los que estaban implicadas dos de las víctimas de Virginia, tanto Muhammad como Malvo fueron declarados culpables de asesinato y de los cargos relacionados con armas. En el caso de Muhammad, el jurado recomendó que fuera condenado a muerte, mientras que en el de Malvo, el jurado recomendó una pena de cadena perpetua sin libertad condicional en lugar de la pena de muerte. Los jueces estuvieron de acuerdo en ambos casos. Las autoridades de cumplimiento de la ley en Alabama alegaron que los francotiradores participaron en una serie de atentados, que no habían sido vinculados con anterioridad, en Montgomery en una fecha anterior al 2 de octubre.
Tras las condenas y sentencias iniciales, Will Jarvis, fiscal adjunto del Condado de Prince William, declaró que esperaría para tomar la decisión de si juzgaría a Malvo por cargos de pena capital en su jurisdicción hasta que la Corte Suprema de los Estados Unidos se pronunciara acerca de si los menores de edad pueden ser sometidos a la pena de ejecución. Mientras esa decisión en un caso no relacionado seguía pendiente ante la Corte Suprema, en octubre de 2004 y en virtud de un acuerdo de declaración de culpabilidad, Malvo se declaró culpable en otro caso de asesinato, en el Condado de Spotsylvania, para evitar una posible condena a pena de muerte. Además, aceptó una condena adicional de cadena perpetua sin libertad condicional. En este punto, Malvo aún no había sido juzgado en el condado de Prince William.
En marzo de 2005, la Corte Suprema dictaminó, en el caso Roper contra Simmons, que la Octava Enmienda prohíbe la ejecución por delitos cometidos por una persona cuando es menor de 18 años. En vista de esta decisión de la Corte Suprema, los fiscales del condado de Prince William decidieron no presentar cargos contra Malvo. Los fiscales de Maryland, Luisiana y Alabama seguían interesados en juzgar tanto a Malvo como a Muhammad. Como Malvo tenía 17 años cuando cometió los crímenes, ya no iba a enfrentarse a la pena de muerte, pero aún podía ser extraditado a Alabama, Luisiana y otros estados para ser procesado. Al momento de la sentencia del caso Roper contra Simmons, Malvo tenía 20 años y estaba recluido en la prisión estatal de máxima seguridad Red Onion de Virginia, en el pueblo de Pound, en el Condado de Wise.
Donald Lemons, juez de la Corte Suprema de Virginia, escribió en la sentencia: Muhammad, with his sniper team partner, Malvo, randomly selected innocent victims. With calculation, extensive planning, premeditation and ruthless disregard for life, Muhammad carried out his cruel scheme of terror.
El 22 de abril de 2005, la Corte Suprema de Virginia ratificó la pena de muerte impuesta a Muhammad al dictaminar que podía ser condenado a muerte porque el asesinato formaba parte de un acto de terrorismo. Este razonamiento se basó en la nota manuscrita en la que exigía 10 millones de dólares. La corte rechazó el argumento de los abogados defensores de que Muhammad no podía ser condenado a muerte porque no había sido quien tirara del gatillo en los asesinatos en los que los habían vinculado a él y a Malvo.

#### Ejecución de Muhammad
El 16 de septiembre de 2009, la jueza de tribunal de circuito Mary Grace O'Brien fijó el 10 de noviembre de 2009 como la fecha de ejecución mediante inyección letal. Los abogados de Muhammad le solicitaron a la Corte Suprema de los Estados Unidos que aplazara la sentencia, pero esta petición fue denegada. Además solicitaron clemencia al gobernador de Virginia, Tim Kaine, pero también fue denegada.
Muhammad fue ejecutado en el Centro Penitenciario de Greensville, en Jarratt (Virginia), el 10 de noviembre de 2009. El procedimiento de ejecución comenzó a las 9:06 p. m. (hora del este) y Muhammad fue declarado muerto cinco minutos después. Se informó que cuando se le preguntó si quería decir unas últimas palabras, Muhammad no respondió. Veintisiete personas, entre ellas familiares de las víctimas, presenciaron su ejecución.

#### Juicios en Maryland
En mayo de 2005, Virginia y Maryland anunciaron que habían llegado a un acuerdo para permitir que Maryland prosiguiera con el enjuiciamiento de los cargos allí, donde había ocurrido la mayoría de los tiroteos. Los medios de comunicación informaron que Malvo y su equipo de abogados estaban dispuestos a negociar su cooperación y que había renunciado a la extradición a Maryland.
La respuesta de Muhammad y su equipo de abogados fue oponerse a la extradición a Maryland. Al final, no tuvieron éxito y un juez de Virginia ordenó la extradición en agosto de 2005.
Maryland accedió a transferir a Muhammad y Malvo de vuelta a la Mancomunidad de Virginia tras sus respectivos juicios. La fecha para la ejecución pendiente de Muhammad en Virginia se había fijado para el 10 de noviembre de 2009.
Malvo se declaró culpable de seis asesinatos y confesó otros en otros estados mientras era interrogado en Maryland y testificaba contra Muhammad. Malvo fue condenado a seis cadenas perpetuas consecutivas sin posibilidad de libertad condicional, pero en el 2017, su sentencia en Virginia fue anulada tras una apelación.
El 30 de mayo de 2006, un jurado de Maryland declaró a John Allen Muhammad culpable de seis cargos de asesinato en Maryland. A cambio, fue condenado a seis cadenas perpetuas consecutivas sin posibilidad de libertad condicional el 1 de junio de 2006.
El 6 de mayo de 2008, se reveló que Muhammad les había pedido a los fiscales en una carta que le ayudaran a poner fin a los recursos legales de su condena y sentencia de muerte so that you can murder this innocent black man. Un recurso presentado por los abogados defensores de Muhammad en abril de 2008 citaba pruebas de daño cerebral que podrían incapacitar a Muhammad para tomar decisiones legales, y que no se le debería haber permitido representarse a sí mismo en su juicio en Virginia.

#### Testimonio de Malvo
En el juicio de John Allen Muhammad, celebrado en mayo de 2006 en el condado de Montgomery, Maryland, Lee Boyd Malvo subió al estrado y se confesó culpable de los 17 asesinatos. También dio una versión más detallada de los planes de ambos. Luego de un exhaustivo asesoramiento psicológico, Malvo admitió que había mentido en el juicio anterior en Virginia al reconocer que había sido él quien había apretado el gatillo en todos los tiroteos. Afirmó que lo había dicho para proteger a Muhammad de una posible condena a muerte y porque era más difícil obtener la pena de muerte para un menor de edad. Agregó que quería hacer lo poco que pudiera por las familias de las víctimas, al dejar que se contara toda la historia. En sus dos días de testimonio, Malvo esbozó aspectos detallados de todos los tiroteos.
Parte de su testimonio se refería al plan completo de varias etapas de Muhammad. Este plan consistía en tres etapas en las áreas metropolitanas de Washington, D. C. y Baltimore. La primera etapa consistía en planificar, trazar y practicar meticulosamente sus ubicaciones en la zona de Washington D. C. De este modo, después de cada tiroteo podrían abandonar rápidamente el área por un camino predeterminado y pasar al siguiente lugar. El objetivo de Muhammad en la primera etapa era matar a seis personas blancas por día durante 30 días. Malvo describió cómo la Etapa Uno no salió según lo planeado debido al intenso tráfico y a la imposibilidad de tener un tiro limpio o una vía rápida de darse a la fuga.
La Etapa Dos debía llevase a cabo en Baltimore, Maryland. Malvo describió cómo estuvieron a punto de implementar esta etapa pero no les fue posible. La Etapa Dos debía comenzar con matar a una mujer embarazada al dispararle en el estómago. El siguiente paso habría sido dispararle y matar a un oficial de policía de Baltimore. Luego, en el funeral de este oficial, planeaban detonar varios artefactos explosivos improvisados con metralla. El propósito de estos explosivos era matar a un gran número de oficiales de policía, ya que era lógico que muchos de ellos asistieran al funeral.
La última etapa iba a tener lugar durante o poco después de la segunda y consistía en extorsionar al gobierno de los Estados Unidos por varios millones de dólares. Este dinero se utilizaría para financiar un plan mayor: viajar al norte, a Canadá. Por el camino, se detendrían en varias sedes de la Asociación Cristiana de Jóvenes (YMCA) y orfanatos para reclutar a otros jóvenes negros a quienes pudieran influenciar y que no tuvieran padres ni personas que los orientaran. Muhammad pensaba que podría actuar como su figura paterna, tal como lo hizo con Malvo.
Una vez que hubiera reclutado a un gran número de jóvenes negros y que hubiera llegado a Canadá, comenzaría a capacitarlos. Malvo describió cómo John Muhammad pretendía entrenar a los jóvenes en el manejo de armas y el furtivismo, como le había enseñado a él. Finalmente, una vez completado su entrenamiento, John Allen Muhammad los enviaría por todos los Estados Unidos para llevar a cabo tiroteos masivos en muchas otras ciudades, tal y como había hecho en Washington y Baltimore. Estos ataques estarían coordinados y tendrían como objetivo sumir al país en el caos que ya se había creado tras los atentados del 11 de septiembre de 2001.

### Demandas civiles y actos reglamentarios
Según un artículo publicado por The Seattle Times el 20 de abril de 2003, Muhammad había perfeccionado su puntería en el polígono de tiro Bull's Eye. El periódico también informó que Malvo les dijo a los investigadores que había robado la carabina de 35 pulgadas (89 cm) de largo de la tienda supposedly secure.
De acuerdo con los funcionarios de la Agencia de Alcohol, Tabaco, Armas de Fuego y Explosivos (ATF), la tienda y sus propietarios tenían un largo historial de infracciones en materia de ventas y registros de armas de fuego, además de un expediente de 283 páginas. En julio de 2003, la ATF le revocó la licencia federal de armas de fuego a Brian Borgelt, ex sargento de los Rangers del Ejército de los Estados Unidos y propietario de la tienda Bull's Eye Shooter Supply. Ese mismo mes, este le transfirió el título de propiedad de la tienda a un amigo, a la vez que siguió siendo propietario del edificio y manejando la operación del polígono contiguo de tiro.
El 16 de enero de 2003, el Proyecto de Acción Legal del Centro Brady para la Prevención de la Violencia por Armas de Fuego, en nombre de las familias de muchas de las víctimas fatales de los ataques de los francotiradores, tanto dentro como fuera de la zona de Washington D. C. (entre ellas, Hong Im Ballenger, "Sonny" Buchanan Jr., Linda Franklin, Conrad Johnson, Sarah Ramos y James L. Premkumar Walekar), además de dos víctimas que sobrevivieron (Rupinder "Benny" Oberoi e Iran Brown, de 13 años), presentaron una demanda civil contra Bull's Eye Shooter Supply y Bushmaster Firearms, Inc. de Windham (Maine), distribuidor y fabricante del fusil utilizado en la ola de crímenes, así como contra Borgelt, Muhammad y Malvo. Muhammad, que tenía antecedentes penales por agresión doméstica, y Malvo, que era menor de edad, tenían una prohibición legal para adquirir armas de fuego.
En la demanda se afirmaba que la tienda de armas Bull's Eye Shooter Supply operaba en Tacoma (Washington) in such a grossly negligent manner that scores of its guns routinely "disappeared" from its store and it kept such shoddy records that it could not account for the Bushmaster rifle used in the sniper shootings when asked by federal agents for records of sale for the weapon. Se alegó que el distribuidor no podía dar cuenta de cientos de armas recibidas de los fabricantes en los años inmediatamente anteriores a los ataques de los francotiradores del Beltway. También se alegó que Bull's Eye siguió vendiendo armas de la misma manera irresponsable, incluso después de que Muhammad y Malvo fueran detenidos y se descubriera que habían adquirido el arma allí. La compañía Bushmaster fue incluida en la demanda porque presuntamente le siguió vendiendo armas a Bull's Eye como distribuidor a pesar de estar al tanto de sus infracciones en el mantenimiento de sus registros.
El juicio estaba previsto para abril de 2005, pero las partes llegaron a un acuerdo antes de esa fecha. Bushmaster dijo que llegó a un acuerdo debido a los crecientes gastos legales y la cada vez más escasa suma de dinero del seguro que le quedaba para el caso. Bull's Eye aportó 2 millones de dólares y Bushmaster contribuyó con 500.000 dólares al acuerdo extrajudicial. Bushmaster también acordó educar a sus distribuidores acerca de prácticas comerciales más seguras.
Tras el anuncio del acuerdo, la estación de radio WTOP de Washington, D. C., informó que Sonia Wills, madre de la víctima Conrad Johnson, dijo que su familia había participado en la demanda más para enviar un mensaje que para recibir dinero. I think a message was delivered that you should be responsible and accountable for the actions of irresponsible people when you make these guns and put them in their hands, declaró.

### Monumentos conmemorativos

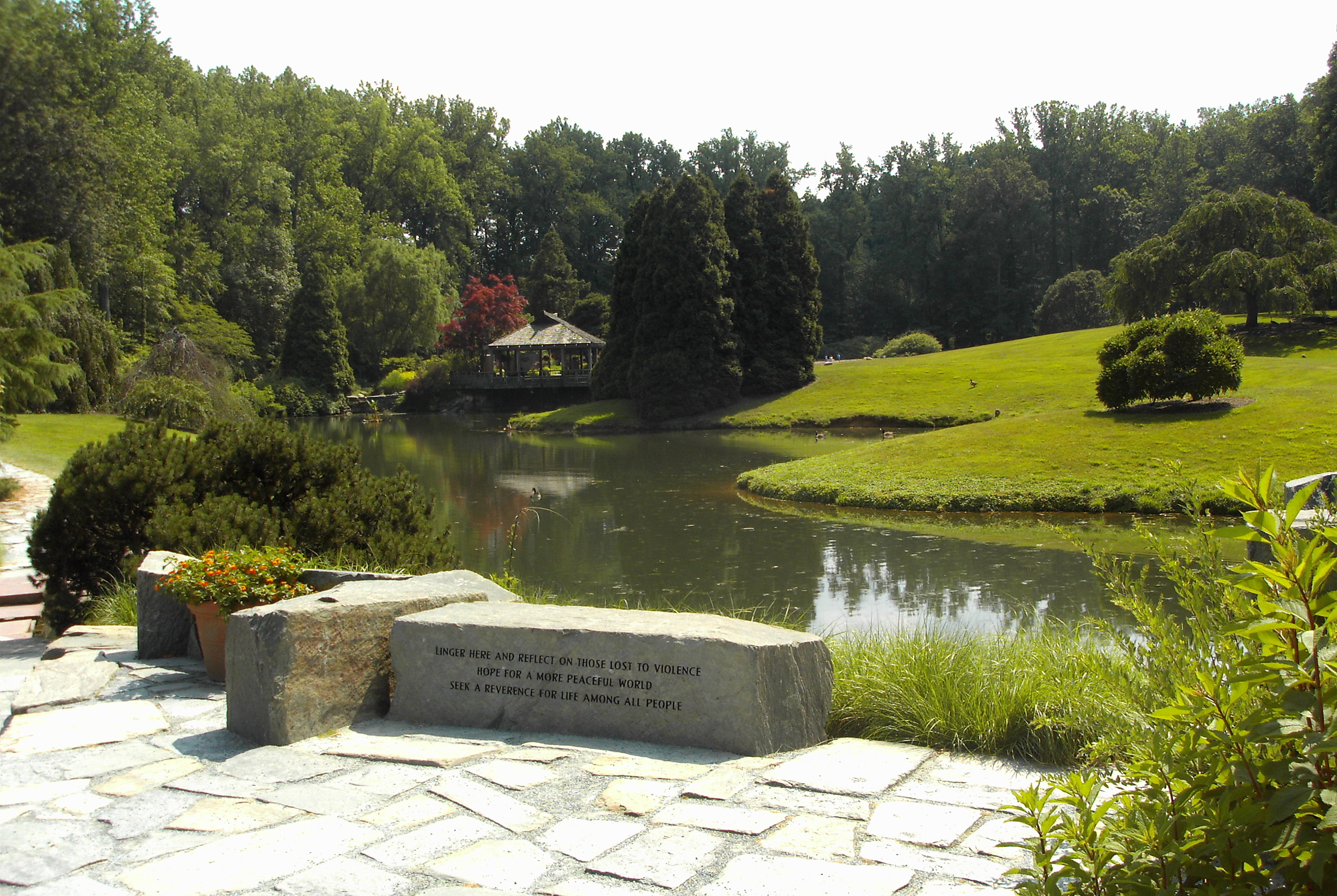
La Terraza de la Reflexión de los Jardines Brookside se construyó en el otoño de 2004 en memoria de las víctimas de los francotiradores.

En los Jardines Brookside, en Wheaton (Maryland), hay un monumento en memoria de las víctimas de los ataques del área de Washington D. C. En el 2014 se construyó un monumento conmemorativo adicional en la plaza gubernamental de Rockville (Maryland).

## En la cultura popular

### En el cine y la televisión
- La emisión del episodio Kill Zone de la serie CSI: Miami tuvo que aplazarse hasta noviembre de 2002 porque la historia de un francotirador que mataba a tres víctimas al azar en la hora pico de tráfico parecía guardar demasiada semejanza con los atentados.[121]
- El 14 de mayo de 2003, el programa Law & Order transmitió un episodio titulado Sheltered, que contiene muchos elementos similares a los ataques, según la sinopsis del episodio: Mientras la fiscalía intenta procesar a un francotirador adolescente que mató a cuatro personas, los fiscales descubren que fue secuestrado de su verdadera familia cuando era niño y que sufrió abusos emocionales por parte del hombre con el que vivía.
- El 12 de julio de 2003, el programa Forensic Files emitió un episodio titulado The Sniper's Trail, que documenta los ataques de los francotiradores de Washington D. C. y la posterior investigación policial.
- El 12 de octubre de 2003, la serie Sue Thomas, el ojo del FBI emitió un episodio titulado The Sniper, que contiene muchos elementos similares a los ataques. Según la sinopsis del episodio: tres personas distintas reciben disparos al azar de parte del mismo hombre. Ya que cuentan con pocas pruebas, los investigadores se ven obligados a tomar medidas drásticas para atrapar al francotirador, lo que podría poner sus vidas en peligro.
- El 17 de octubre de 2003, la cadena de cable estadounidense USA Network transmitió 23 días de miedo, una película para televisión basada en los ataques.[122]
- El 10 de noviembre de 2005, la serie documental británica Born to Kill? emitió un episodio sobre los asesinatos titulado The Washington Snipers.
- El 24 de octubre de 2007, el canal de televisión Black Entertainment Television transmitió un episodio sobre los francotiradores, titulado The D.C. Snipers, como parte de su serie documental American Gangster.
- En junio de 2008, el documental The D.C. Sniper's Wife contó la historia de los ataques desde el punto de vista de Mildred Muhammad, exesposa de John Allen Muhammad.
- El 9 de noviembre de 2009, Mildred Muhammad apareció en el programa Larry King Live, del canal de televisión CNN, el día antes de que su exesposo fuera ejecutado.[123]
- La película D.C. Sniper de 2010, dirigida por Ulli Lommel, está basada en los atentados.
- El 9 de agosto de 2010, el canal The Biography Channel emitió un episodio del programa Aftermath with William Shatner, bajo el título DC Sniper Victims, en el que el actor William Shatner habló con tres sobrevivientes de los ataques: Paul LaRuffa, Kellie Adams y Caroline Seawell.
- La película Blue Caprice de 2013 (también conocida como The Washington Snipers en algunas regiones), está basada en los ataques y en la relación entre Muhammad y Malvo.[124]
- El 22 de julio de 2015, el canal Lifetime Movie Network emitió un episodio del programa Monster in My Family, titulado DC Sniper: John Allen Muhammad, en el que aparecía Mildred Muhammad junto con algunas víctimas sobrevivientes y familiares de los fallecidos, y en el que también aparecía Lee Malvo desde prisión.[125]
- El 23 de junio de 2023, la plataforma de streaming Netflix emitió un episodio de la serie documental Catching Killers, titulado Trained to Kill: The DC Sniper.

### Publicaciones
- En el 2003, Charles Moose, ex jefe de policía del condado de Montgomery y quien fue el agente principal a cargo del caso, publicó un libro titulado Three Weeks in October: The Manhunt for the Serial Sniper, ISBN 978-0-525-94777-6.
- En el 2020 (del 6 de enero al 23 de marzo), el pódcast You're Wrong About produjo una serie de cuatro partes acerca de los atentados, titulada D.C. Snipers, en la que se narra la conexión entre John Allen Muhammad y Lee Boyd Malvo, así como sus vidas por separado.[126][127][128][129]
- En el 2020, la estación de radio por Internet iHeartRadio y la compañía Tenderfoot TV cubrieron los atentados en la tercera temporada de su pódcast del género true crime, Monster, titulada Monster: DC Sniper.[130]